# Pontedera
Pontedera (AFI: [ponteˈdɛra]) è un comune italiano di 29 906 abitanti della provincia di Pisa, in Toscana.

## Geografia fisica
Pontedera sorge nel Valdarno Inferiore alla confluenza del fiume Era, che divide il comune fra est e ovest, nell'Arno che fa da confine a nord.
È attraversata anche dal canale Scolmatore a ovest e dal Roglio, affluente dell'Era, che segna il confine a sud-est. Ha un piccolo lago nella frazione Pietroconti chiamato Lago Braccini. Pochi metri prima di entrare a Pontedera l'Arno riceve le acque del canale Usciana.
La città ha per confini la Piana di Pisa a ovest, la Piana di Lucca a nord-ovest, le Cerbaie a nord-est e la Valdera a sud. Seppure geograficamente non si trovi in Valdera, bensì all'estremità orientale della piana di Pisa, è tradizionalmente considerata il maggiore centro di essa.
Il territorio comunale, di 43 km quadrati, è completamente pianeggiante ad esclusione della zona est, corrispondente alle frazioni di Montecastello (massimo 132 m. s.l.m.), Treggiaia (massimo 120 m. s.l.m.) e La Rotta (massimo 45 m. s.l.m.), che presentano qualche rilievo. Tali località fanno parte delle cosiddette Colline pisane. Questa zona collinare si estende per circa un migliaio di ettari e rappresenta la zona a minor densità abitativa del comune.
Il territorio del comune è compreso quindi tra i 10 e i 167 metri sul livello del mare, con un'escursione altimetrica complessiva pari a 157 metri.

### Territorio
- Classificazione sismica: zona 2 (sismicità medio-alta), Ordinanza PCM 3274 del 20/03/2003

### Clima
La temperatura media annua è di 14,80 °C. Rispetto alle altre zone circostanti, Pontedera subisce maggiori precipitazioni atmosferiche a causa del sollevamento costante di aria umida provocata dal vicino Monte Pisano. Il clima è sub-umido con estati afose e inverni freddi rispetto alla parte più occidentale della provincia. In estate le temperature possono arrivare a sfiorare i 38/39 °C, mentre nei mesi invernali le temperature all'alba possono essere sotto lo zero.
La tabella sottostante riporta i valori medi che si registrano in città nel corso dell'anno:
| Mese                | Mesi | Mesi | Mesi | Mesi | Mesi | Mesi | Mesi | Mesi | Mesi | Mesi | Mesi | Mesi | Stagioni | Stagioni | Stagioni | Stagioni | Anno |
| Mese                | Gen  | Feb  | Mar  | Apr  | Mag  | Giu  | Lug  | Ago  | Set  | Ott  | Nov  | Dic  | Inv      | Pri      | Est      | Aut      | Anno |
| ------------------- | ---- | ---- | ---- | ---- | ---- | ---- | ---- | ---- | ---- | ---- | ---- | ---- | -------- | -------- | -------- | -------- | ---- |
| T. media (°C)       | 6,1  | 7,3  | 9,8  | 13,6 | 17,9 | 21,6 | 24,4 | 23,8 | 20,3 | 15,1 | 10,7 | 6,8  | 6,7      | 13,8     | 23,3     | 15,4     | 14,8 |
| Precipitazioni (mm) | 90   | 80   | 80   | 80   | 60   | 55   | 28   | 40   | 90   | 125  | 130  | 105  | 275      | 220      | 123      | 345      | 963  |

- Classificazione climatica: zona D, 1861 GR/G
- Diffusività atmosferica: bassa, Ibimet CNR 2002

## Origini del nome
Il nome della città deriva chiaramente dal ponte sull'Era. Questo ponte nel Medioevo è rimasto per molti secoli l'unico ad attraversare il fiume ed era quasi un passaggio obbligato per i viandanti da Pisa a Firenze. Il nome ufficiale in latino è appunto Pons Herae ma su talune carte e mappe rinascimentali della Toscana si trova anche la variante Pons ad Heram da cui Ponte a Era (da ciò deriverebbe il termine "pontaderese"). Il nome divenne poi Ponte d'Era ed infine Pontedera.
Ancora oggi viene usato il termine "pontaderese". I cittadini vengono tradizionalmente divisi in due categorie: i pontederesi e i pontaderesi. Può sembrare una differenza solo di forma, ma non è così, giacché son detti pontederesi coloro che risiedono a Pontedera, ma non ne sono originari, mentre si chiamano pontaderesi i cittadini nati e vissuti a Pontedera.
Anche in latino esistono due termini per indicare gli abitanti di Pontedera: Heraepontici oppure Heraepontani.

## Storia
L'area del comune di Pontedera risulta abitata fin dal 4500 a.C. circa, come conferma il recente ritrovamento di un insediamento in località “Cava Erta”. La posizione era strategica per la vicinanza alla foce dei fiumi Era e Cascina, che si immettevano nel vasto sinus lagunare che a quel tempo lambiva le colline pisane. È attestato un insediamento stabile nel Neolitico, mantenutosi per almeno tre secoli (tra 5.350 e 5.000 anni fa) in una zona asciutta in prossimità di una foresta planiziale e lungo un paleoalveo fluviale, forse l'antico corso dell'Era o del Rotina.
Sebbene la pianta del centro storico sia tipica degli insediamenti romani, non esistono tracce documentate di quel periodo storico nella zona, né sono stati rinvenuti segni di una precedente civiltà etrusca.
Nella frazione di Gello sono peraltro documentati siti di età imperiale abbandonati nel III secolo d.C., verosimilmente a seguito della formazione del padule di Lavaiano.
In passato è stata identificata con Valvata, una località romana dell'Etruria che la Tavola Peutingeriana situa a 8 miglia romane da Pisa. L'autore della identificazione è Niccolò Sansone nella Tavola dell'Italia antica, come riporta il Targioni Tozzetti. Valvata però è stata identificata anche con Cascina e con Fornacette, anche se queste restano solo ipotesi.
Nel 2010 sono stati scoperti resti di una fattoria romana, probabilmente una fattoria dell'età imperiale augustea, in località Scoffia, nei pressi del vecchio Ponte alla Navetta.
Il nome della città deriva dal ponte che fu fatto costruire dagli Upezzinghi alla foce dell'Era, quando ancora il borgo di Pontedera non esisteva. Le prime tracce della presenza del ponte risalgono al 1099. Esisteva invece all'epoca un villaggio, ora scomparso, di nome Travalda, mentre le prime tracce di Pontedera si hanno nel 1163, quando venne inclusa nell'elenco dei castelli pisani. Si presuppone però che a quei tempi non fosse ancora dotata di fortificazioni, la cui presenza è attestata solamente nella prima metà del XIII secolo. Nello stesso anno 1183 si ha notizia della chiesa di San Martino, posta sotto la pieve di Calcinaia. Nel 1172 i Pisani respinsero la coalizione di Cristiano di Magonza (Lucca, Siena, Pistoia e i Guidi): fu il primo scontro avvenuto a Pontedera.
Nei secoli si succedettero molte altre battaglie tra Pisa e Firenze con esito alterno, portando Pontedera sotto il controllo ora dell'una ora dell'altra. Il castello fu più volte distrutto: la prima nel 1256 per volere di Firenze e Lucca, vincitrice contro Pisa; l'ultima nel 1554. La battaglia più importante si tenne nel 1369: fu combattuta tra l'esercito fiorentino e quello mercenario di Bernabò Visconti signore di Milano, comandato dal celebre condottiero John Hawkwood, già al servizio della Repubblica Fiorentina, la quale fu sconfitta in questa occasione.
Cessato il periodo di ostilità, a partire dal Rinascimento Pontedera assunse sempre di più le caratteristiche di un comune a forte vocazione commerciale, ottenendo l'autorizzazione ad una fiera annuale prima e ad un mercato settimanale poi. Con il 1565 il borgo, dopo esser stato per lungo tempo sotto la giurisdizione di Cascina, acquistò una sua propria competenza giurisdizionale estesa al territorio di Ponsacco e Camugliano, Calcinaia, Gello, Montecastello, Pozzale. Nel 1637 Ferdinando II dei Medici, istituendo il marchesato di Ponsacco e Camugliano con sede di residenza del Commissario feudale, eliminò la podesteria di Pontedera su questo comune.
Nel 1924 l'ingegner Rinaldo Piaggio rilevò le Costruzioni Meccaniche Nazionali di Pontedera trasferendovi parte dell'industria genovese Piaggio di costruzioni aeronautiche. Riconvertita a produzione civile nel primo dopoguerra, la Piaggio ingrandì gli stabilimenti cittadini, divenendo sempre più parte integrante della città e costruendo addirittura un intero quartiere per i propri dipendenti.
Il 30 maggio 1930, per regio decreto, Pontedera fu proclamata "città". Durante la seconda guerra mondiale Pontedera fu duramente bombardata a causa della presenza degli stabilimenti aeronautici della Piaggio. Con la fine della guerra e la conversione in fabbrica di motocicli, la Piaggio, e con essa Pontedera, parteciparono attivamente al boom economico degli anni sessanta.
Il 4 novembre 1966 il fiume Era ruppe gli argini e inondò la città.
Oggi Pontedera è un importante centro industriale e commerciale che presenta un ampio sviluppo edilizio.

### Simboli

Stemma del Comune di Pontedera

Lo stemma è stato riconosciuto con DCG del 6 novembre 1937.
L'antico ponte sull'Era, lungo la strada che da Firenze conduce a Pisa, è certamente all'origine del nome della città, come anche dell'immagine contenuta nello stemma. Il ponte, il casotto dal caratteristico tetto verde e le acque dell'Era che scorrono copiose sono segni desunti da un antico sigillo del secolo XV, che raffigurava il ponte com'era a quel tempo.
In realtà, nel corso degli ultimi anni si è avuta una variazione rilevante nei colori dello stemma. In origine il sottofondo dello scudo cittadino non era azzurro, bensì bipartito verde e bianco (il verde a destra ed il bianco a sinistra) sovrapposti dal ponte. Ciò è dimostrato da una riproduzione dello stemma, che presentava tali caratteristiche, rimasto appeso per molti anni al balcone del palazzo municipale, dalla maglia di riserva del Pontedera, di colore verde/bianco, ed infine dalla Fiamma e dai Foulard bipartiti verde/bianco del primo Gruppo Scout ASCI Pontedera 1° "San Michele Arcangelo" (la "Vecchia Asci pontederese") dal 1922 al 1948.
Il gonfalone, concesso con regio decreto del 6 maggio 1940 è un drappo di colore azzurro, riccamente ornato di ricami d'oro e caricato dello stemma della città con l'iscrizione centrata in oro: «Città di Pontedera».

## Monumenti e luoghi d'interesse

### Architetture religiose

#### Duomo
La "Propositura dei Santi Jacopo e Filippo" è anche chiamata la grande "chiesa nuova". Venne eretta, in stile neoclassico, fra il 1840 e il 1864 su progetto dell'ingegnere fiorentino Giuseppe Michelacci. Solo successivamente fu aggiunto il porticato, i campanili e la fontana in mezzo alla piazza. I campanili furono minati e fatti saltare in aria durante la seconda guerra mondiale, sostituiti poi da un enorme campanile in cemento armato. L'edificio conserva al suo interno molte opere d'arte, tra cui l'Annunciazione di Jacopo Chimenti e le reliquie di San Faustino martire.

#### Santa Lucia
La chiesa di Santa Lucia fu edificata sulle strutture della preesistente rocca. Nel 1260 risulta suffraganea della pieve di San Gervasio e nel 1431 venne elevata a pieve. Il 13 luglio 1944 militari tedeschi minarono e abbatterono il campanile della chiesa e con questo la chiesa stessa. Rimase in piedi il muro perimetrale a nord e quello dell'abside. La nuova chiesa fu ricostruita nel dopoguerra e inaugurata il 14 luglio 1948. L'interno è diviso in tre navate e concluso da un'abside semicircolare al centro della quale è conservata una statua con le reliquie di Santa Lucia. Tra le opere d'arte, un artistico frontale di tabernacolo in marmo scolpito del XV secolo con lo stemma della famiglia Galletti, una pila per l'acqua santa, una statua in legno raffigurante San Rocco.

#### Santissimo Crocifisso
Costruita fra il 1270 e il 1272, la chiesa fu completamente trasformata a partire dal 1633, nel corso dei secoli XVII e XVIII.
Tra le opere più importanti che vi possiamo ammirare troviamo:
- la scultura lignea dell'"Annunziata" della bottega di Nino Pisano (metà XIV secolo);
- un frammento di affresco del XIV secolo di scuola pisana, denominato "Madonna del Carmine";
- la "Madonna del Rosario tra i Santi Monica, Domenico e Agostino" del Cigoli (1595);
- un tabernacolo in marmo, attribuito agli scultori Riccomini e Gagini.

Sull'altare maggiore è presente un tabernacolo ottocentesco di Gaspare e Silvestro Mariotti, in argento sbalzato, commissionato per accogliere il "Crocifisso" ligneo del XVI secolo.

#### Cimitero della Misericordia
Progettato nel 1911 dall'architetto pontederese Luigi Bellincioni, fu costruito tra il 1912 e il 1913.
Vi riposa, tra gli altri, il Presidente della Repubblica Italiana Giovanni Gronchi.

#### Santa Maria Madre della Chiesa
Nella frazione de Il Romito fu eretta una parrocchia indipendente l'8 dicembre 1966, scorporandola da quella di San Giuseppe, e, dieci giorni dopo, fu benedetta e aperta al culto una chiesetta prefabbricata intitolata alla Vergine. L'edificio era in origine un capannone prefabbricato, poi demolito a seguito dei lavori per la costruzione della Strada di grande comunicazione Firenze-Pisa-Livorno. La chiesa attuale ha una pianta a settore circolare ed è stata progettata dall'architetto Luciano Giorgi.

#### Chiesa della Misericordia
Progettata dall'architetto pontederese Luigi Bellincioni, in uno stile misto di elementi rinascimentali e gusto decorativo ottocentesco, fu iniziata nel 1883 e conclusa nel 1892. La chiesa, molto piccola, ha una pianta esagonale e conserva al suo interno il venerato dipinto della Madonna della Misericordia del XIX secolo.

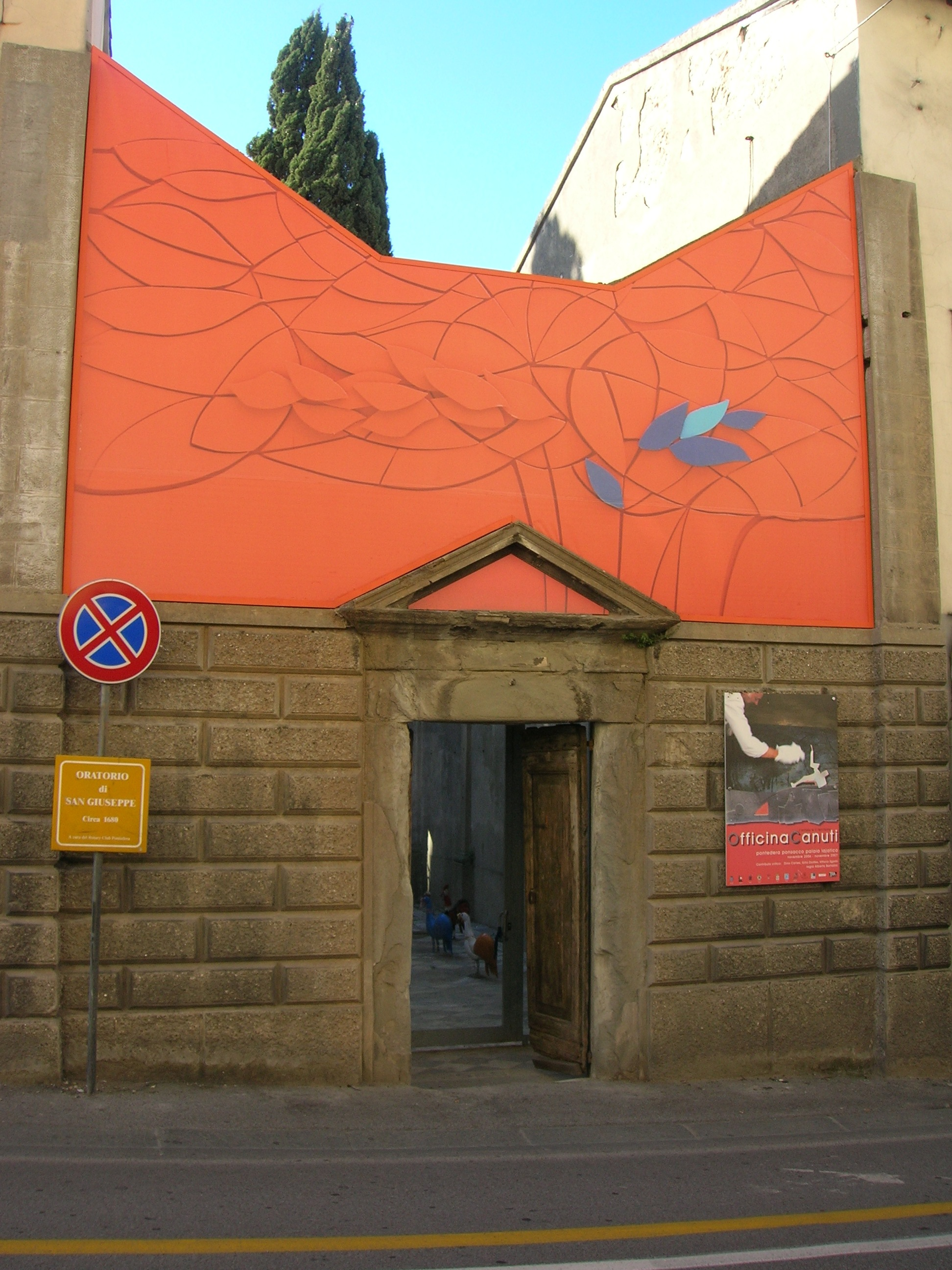
Ex-Oratorio di S.Giuseppe

#### San Giuseppe al Ponte
Oggi rimangono solo i resti di questa chiesa seicentesca, posta sulla salita del ponte napoleonico. 
L'oratorio è composto da un'aula centrale, con un altare tardo-barocco, e da una cappella sul lato est, insieme ad una piccola sacrestia. Sono sopravvissute solo le mura laterali ed il soffitto della piccola cappellina, intitolata alla Madonna del Divino Aiuto. I tetti vennero danneggiati gravemente durante l'ultima guerra mondiale, a seguito degli intensi cannoneggiamenti subiti nell'estate del 1944. Nel corso degli ultimi decenni le intemperie e l'incuria hanno fatto cadere ciò che restava della copertura.
Nel 2007 la porta in legno è stata sostituita con una vetrata ed è ora possibile osservare l'interno della vecchia chiesa. Per l'occasione sono stati collocati al suo interno alcune opere dello scultore Nado Canuti.

#### San Giuseppe
Voluta in occasione della elevazione a parrocchia del quartiere di Fuori del Ponte, la chiesa di San Giuseppe in Oltrera fu costruita fra il 1958 e il 1962.
Don Vasco Giuseppe Bertelli, già vescovo di Volterra, è stato il primo parroco della chiesa dal giorno dell'inaugurazione fino al suo passaggio come preposto di Pontedera.

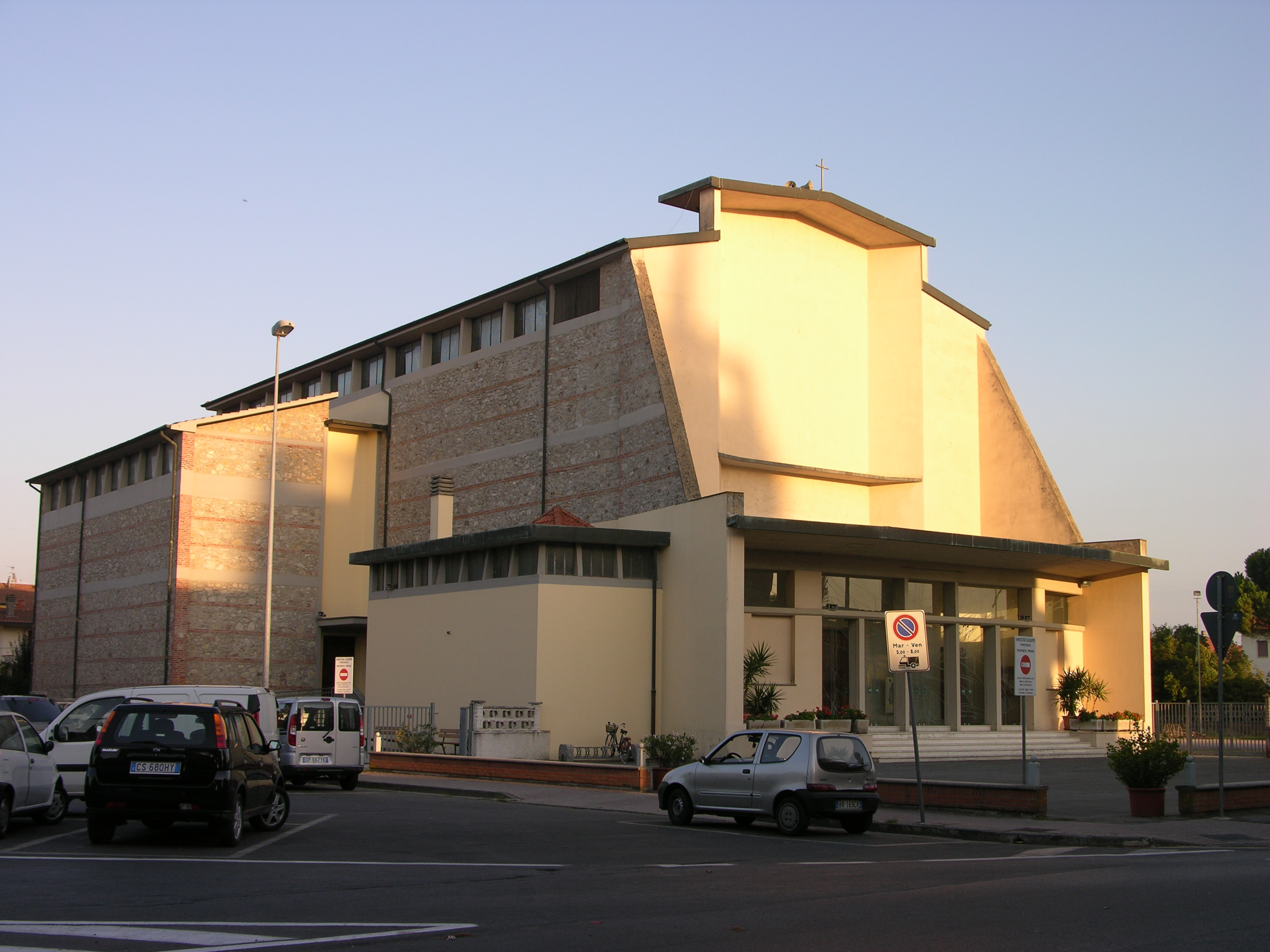
La moderna chiesa di San Giuseppe, Fuori del Ponte.

#### Madonna dei Braccini
A poca distanza dalla scomparsa cappella di San Michele di Travalda (secolo XI), fra il 1651 e il 1652 fu eretta l'attuale chiesa in un podere della famiglia Braccini, col titolo di Santa Maria della Tosse, per ospitare un'immagine della Vergine venerata come miracolosa.

#### Chiesa dei Cappuccini
L'arrivo dei Cappuccini a Pontedera risale al 1639 e la primitiva chiesa, dedicata alla "Visitazione", sorgeva dove oggi si trova il centro ospedaliero.

#### Sacro Cuore ai Villaggi
È una chiesa moderna, eretta nel secondo dopoguerra per rispondere alle rinnovate esigenze parrocchiali del Villaggio Piaggio, in sostituzione della vecchia chiesetta posta al centro del villaggio stesso. Dal precedente oratorio proviene la statua lignea del Sacro Cuore di Mario Bertini, del 1954.
.

#### Madonna di Ripaia
Questa chiesa di stile romanico si trova nella frazione di Treggiaia.
Costruito nel secolo XIII, l'edificio presenta una semplice facciata a capanna con un portale in pietra serena. Nella lunetta soprastante persiste tuttora l'immagine affrescata, ma sbiadita, della "Madonna con Bambino", con in alto una bifora con tre colonnine. L'oratorio fu ampliato nel 1696 con la costruzione dell'abside e del piccolo campanile, mentre nella seconda metà dell'Ottocento fu oggetto di un restauro completo. Nel 1992 la chiesa è stata nuovamente restaurata.
All'interno si conserva la preziosa immagine della "Madonna con Bambino tra San Lorenzo e San Bartolomeo", venerata con l'appellativo di "Madonna di Ripaia". Il dipinto è stato recentemente attribuito al Maestro di San Torpè, pittore attivo a Pisa nella prima metà del secolo XIV.

#### San Lorenzo e San Bartolomeo
Collocata nella frazione di Treggiaia, ha una pianta a croce latina con un'unica navata, due cappelle ricavate nei bracci del transetto e un massiccio campanile laterale.
L'originale stile romanico venne alterato in seguito ad alcuni interventi di ammodernamento agli inizi del Settecento, con l'applicazione di sovrastrutture barocche tra cui spiccano il portone in arenaria e il campanile, entrambi del 1720. Nel 1957 la facciata è stata riportata all'iniziale stile romanico con la tamponatura delle due finestre laterali e la scoperta del rosone centrale.
Vi sono conservate due sculture lignee policrome: un "San Bartolomeo" di Francesco di Valdambrino e una "Madonna con Bambino" di fine Cinquecento.

#### Chiese andate distrutte
- Chiesa di San Martino
- Chiesa di San Michele di Travalda
- Chiesa di San Tommaso
- Chiesa di San Lorenzo di Rapida
- Chiesa di Santa Margherita di Tavella
- Chiesa di San Sebastiano Forispontem
- Chiesa delle Stimmate di San Francesco

### Installazioni artistiche

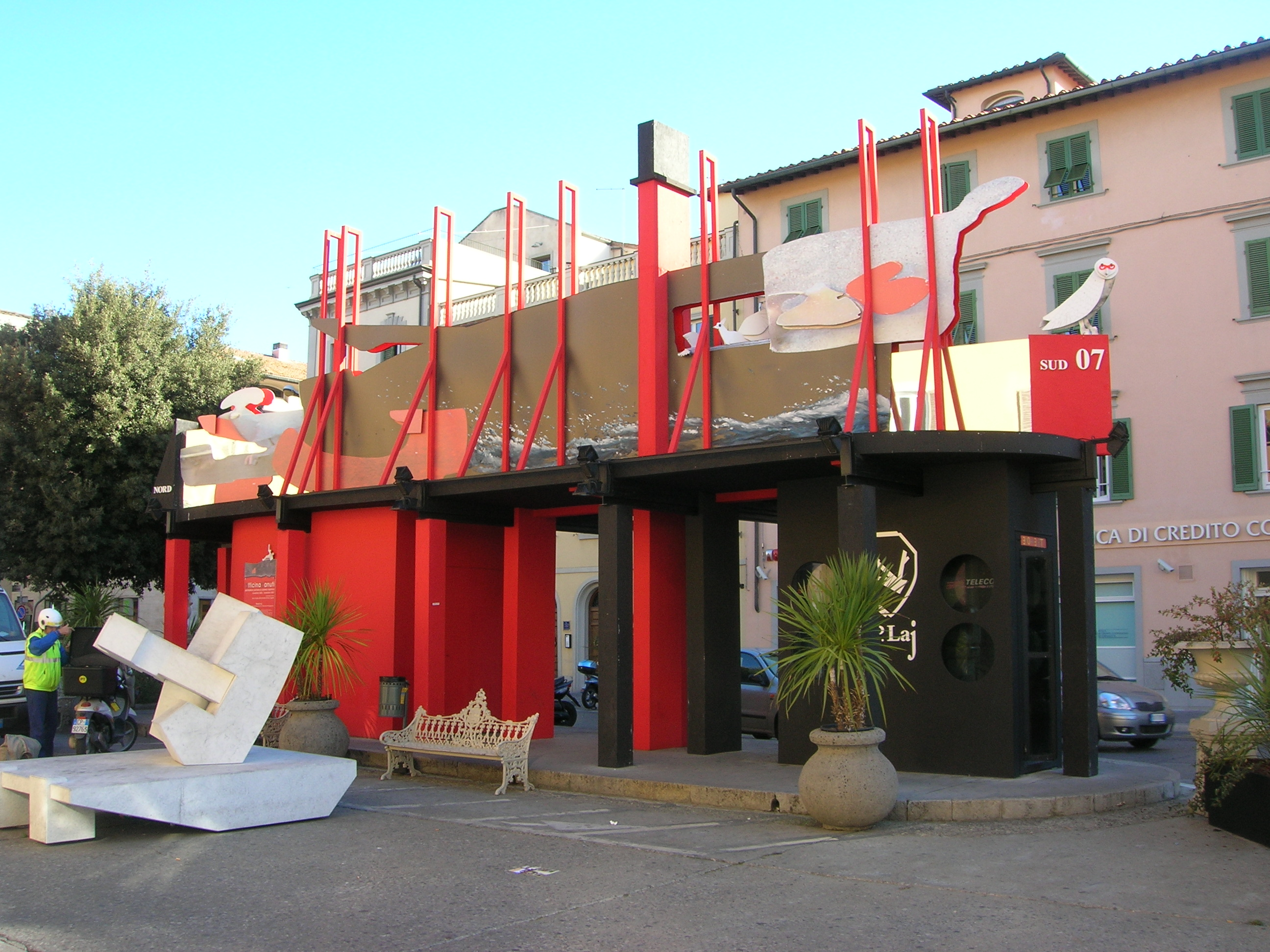
Installazione dell'Officina Canuti in Piazza Martiri della Libertà

Da alcuni anni l'amministrazione comunale colloca monumenti o installazioni temporanee di importanti artisti contemporanei in varie zone cittadine:
- "Oleandra" di Arturo Carmassi, nella rotonda tra viale Europa e Via De Gasperi;
- "Ragazza in piedi" di Giuliano Vangi, in piazza Cavour. L'opera è stata presentata al Museo Piaggio in occasione della mostra "L'uomo (opere 1986-2002)", a cura di Dino Carlesi[14];
- "Collezione sedili di autore" di Joe Tilson, Cordelia von den Steinen, Girolamo Ciulla, Pietro Cascella, Nado Canuti, Giò Pomodoro, Jean Paul Philippe, Rinaldo Bigi, Marcello Aitiani, Mirella Forlivesi, Yasuda Kan, Viliano Tarabella, Daniel Couvreur, Venturino Venturi, Mauro Berrettini, Daniel Milhaud e Manuele Giannetti, in piazza Garibaldi;
- "Colomba per la pace" di Nado Canuti, in piazza Garibaldi;
- "Toro" di Pietro Cascella, in piazza Curtatone. Si tratta di una statua in marmo bianco con basamento in cotto e travertino. Ai lati del basamento si trovano due panchine in stile sempre dello stesso autore. L'opera si presenta appena abbozzata quasi a dare l'idea del "non finito" e rappresenta un toro con sul dorso un enorme macigno a parallelepipedo, simbolo del lavoro, anche se visto solo nel suo aspetto di faticoso giogo.

Cartolina raffigurante l'inaugurazione del monumento ad Andrea da Pontedera nel 1908

- "Origine Vespa" di Mino Trafeli, in piazza Unità d'Italia;
- "Muro di Pontedera" di Enrico Baj, lungo il viale Risorgimento. Si tratta di uno tra i più grandi mosaici d'Italia con i suoi 100 metri di lunghezza per 3 d'altezza. Progettato nel 2003, è stato realizzato postumo nel 2006;
- "Porta del sole" di Yasuda Kan, al centro della rotonda tra la Tosco Romagnola, via della Costituzione e via Pacinotti;
- Murales di Nado Canuti, in allestimento.
- Cantiere d'arte "Cantiere Simon Benetton: fuoco, ferro, forza, forma"[15]. Nel 2009, in occasione del progetto "Scultura Socialmente Vivibile", la città di Pontedera inizia la sua collaborazione con l'artista veneto Simon Benetton, insignito nel 2015 della cittadinanza onoraria[16].
- "Le Tre Grazie" di Adolfo Scarselli detto Dolfo,è nato a Volterra nel 1937 e morto il 10 luglio 2013. Legato alla città di Pontedera, ha donato nel 2009 l’opera in acciaio inox, al momento situata sulla rotonda di via Vittorio Veneto.
- "Il pugile, monumento a Mazzinghi" di Aiello Giovanni è posto di fronte al palazzetto dello sport. Realizzata in onore a Mazzinghi dallo scultore Giovanni Aiello, rappresenta il pugile di origini pontederesi in una tipica posa da ring.[17]

Questi si vanno ad aggiungere ad opere già esistenti:
- "Andrea da Pontedera" di Emilio Mancini, nella piazza omonima;
- "Pietà" di Loris Lanini, in piazza Garibaldi;
- "Monumento alle vittime della prima guerra mondiale" di Pietro Küfferle (andato perso nel 1945).

### Il castello
Il castello di Pontedera era considerato il più grande e più fortificato della zona, se non addirittura il migliore posto in pianura, secondo lo storico del XVI secolo Scipione Ammirato. Fu teatro di molte guerre e venne più volte distrutto e ricostruito.
Il castello aveva quattro porte: "Porta pisana" (a ovest), "Porta vecchia" (a nord), "Porta fiorentina" (a est) e un'altra porta di cui non si conosce il nome. Fino al 1945 esisteva una "via circondaria", che disegnava un rettangolo esterno al perimetro murario. Fino al 1850 questo sistema di vie conservava ancora tracce dell'antico fossato sotto forma di piccoli canali.
L'ultima porzione di mura medievali e la rocca dell'XI secolo esistenti vicino all'attuale piazza Cavour venne ritenuta un ostacolo allo sviluppo delle attività commerciali e quindi distrutta nel 1846 dal Granduca Leopoldo su richiesta dei commercianti locali.
Oggi non è rimasta alcuna traccia dell'antico castello di Pontedera. Gli unici segni ancora visibili sono dei cubetti di marmo bianco sulla pavimentazione stradale in piazza Cavour, dove nel 1992 vennero ritrovate tracce dell'antica Porta pisana. Segni delle antiche mura castellane sono riscontrabili nel "Vicolo del Moro", il sottopasso che collega via Palestro a Via Roma.

### Il ponte napoleonico

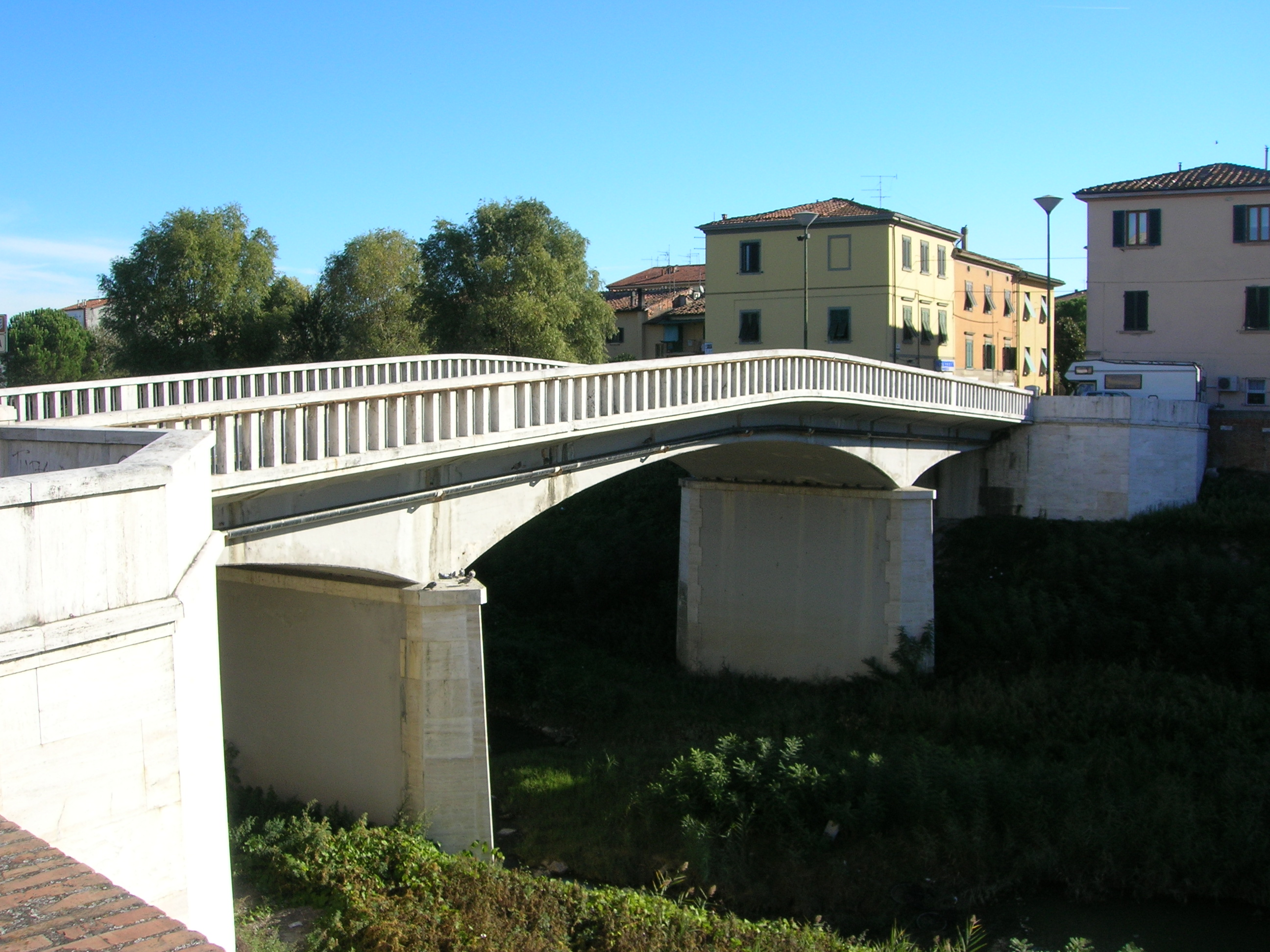
Il ponte "napoleonico"

Costruito interamente in marmo bianco del Monte Pisano, su progetto dell'architetto Garella, fu eretto sotto la dominazione francese e per questo motivo venne chiamato "napoleonico". 
Documenti di archivio testimoniano che il vecchio ponte in legno venne venduto il 9 settembre 1814 e disfatto il 16, motivo per cui a queste date il nuovo ponte doveva essere già operativo, anche se vi è traccia di lavori alle "pedate" del ponte ancora nell'ottobre dello stesso anno.
La costruzione era molto diversa rispetto alla precedente. L'asse viario era in origine leggermente spostato verso sud e partiva dall'attuale Piazza del Ponte. Dalla nuova collocazione era possibile invece avere una visuale di tutto il Corso Matteotti. Per la sua costruzione fu necessario abbattere alcuni edifici e rialzare la strada contigua per rendere il ponte più pianeggiante.
Fu distrutto durante la seconda guerra mondiale e ricostruito fedelmente subito dopo.

### Palazzi

#### Palazzo Stefanelli
Costruito nel primo Ottocento, l'edificio si eleva su quattro piani, con finto bugnato a terreno e grandi finestre con timpano triangolare e triglifi a gocce al 1º piano. All'interno, ristrutturato negli anni trenta, troviamo un ampio scalone in marmo a tre rampe che dà accesso alla sala consiliare. Sulla facciata, restaurata nel 2001, oltre all'omaggio a Vittorio Emanuele II, una lapide del 1860 ricorda il plebiscito con cui la Toscana votò l'autoannessione alla "monarchia costituzionale" del Regno di Sardegna, in vista dell'Unità d'Italia; un'altra lapide del 1885 ricorda che Pontedera è città natale dello scultore Andrea Pisano; un'altra ancora, apposta nel 1954, ricorda i bombardamenti del gennaio 1944.
Il palazzo è sede del Comune dalla metà del XIX secolo. Fino agli anni venti ospitava l'ufficio delle poste, nel luogo dove invece ora sorge un bar. All'interno troviamo alcuni dipinti del secondo Novecento. Nella saletta d'accesso alla sala della Giunta tre grandi olii di Otello Cirri ("Paesaggio", "Natura morta", "Uomo seduto") e, nell'atrio antistante la sala consiliare, la recente opera di Romano Masoni "Cadute" (2002), in piombo e foglia d'oro, a ricordo delle vittime degli attentati dell'11 settembre 2001 contro il World Trade Center di New York.

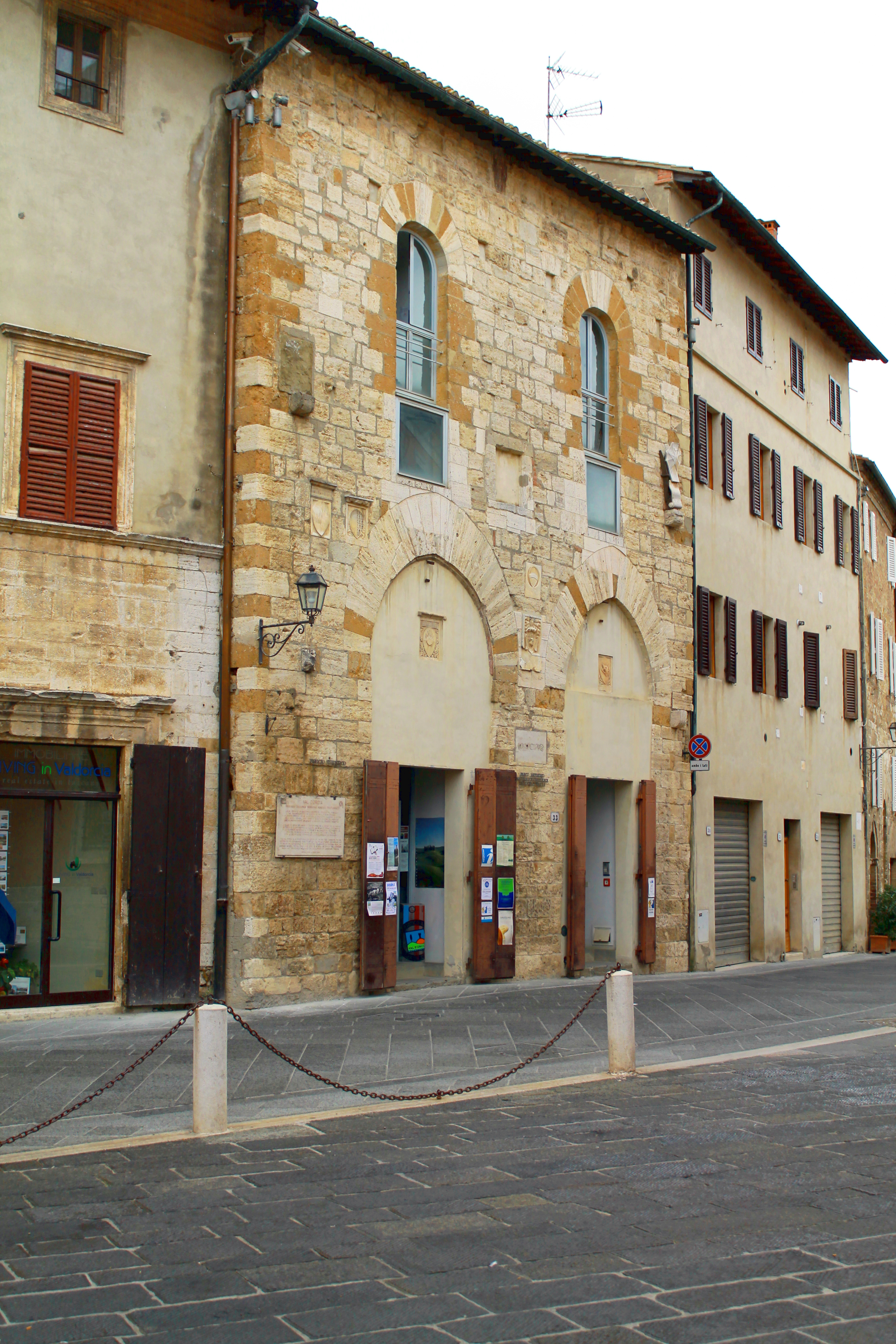
Il Palazzo Pretorio

#### Palazzo Pretorio
Il palazzo, come dice il nome stesso, giá sede della sezione distaccata del Tribunale di Pisa, oggi trasformata in locale commerciale (bar ristorante) Ha un loggiato in cui possiamo vedere gli stemmi in pietra dei vicari che si sono succeduti alla guida di Pontedera. È sovrastato da una torre detta "civica" o "dell'orologio", posta in angolo.

#### Palazzo Paoletti Zeppini
Sede dell'omonimo pastificio, costruito tra il 1868-1870 da Luigi Bellincioni. L'attuale costruzione non corrisponde al progetto originale.

#### Palazzo Bellincioni
È la prima opera di Luigi Bellincioni, nonché casa paterna progettata nel 1866. Si trova nell'angolo sud-est della piazza Curtatone. Possedeva un portone sormontato da un terrazzo con balaustra a colonnine, rimosso nel secondo dopoguerra per dar spazio ai negozi. Oggi possiamo ammirare ancora la porta-finestra con timpano a lunetta, mentre gli altri timpani delle finestre sono a triangolo, incorniciate da paraste ioniche.

#### Palazzo Pitschen
Questo palazzo si trova all'angolo tra Via Lotti e Corso Matteotti. Fu costruito nel 1883 da Luigi Bellincioni per i fratelli svizzeri Pitschen, che aprirono al pian terreno un negozio. Si eleva su quattro piani, ha ampie finestre in stile pseudo-rinascimentale con pulvino e timpano a lunetta.

#### Palazzo Ciompi
Si trova sul corso Matteotti. Costruito nel 1872 da Luigi Bellincioni per la famiglia Ciompi, possiede finestre con cornicioni sorretti da volute ornamentali. Venne restaurato negli anni cinquanta dall'ingegnere Gastone Barbi.

#### Altre architetture
- Cinema Teatro Roma
- Edificio Cooper 2000

### Ville

#### Villa la Cava
La villa si trova nella località omonima, posta a sud-est di Pontedera. Appartenuta nella metà del XVI secolo alla famiglia Riccardi, acquisisce l'aspetto attuale verso la metà del XVIII secolo, quando diventa di proprietà della famiglia Toscanelli. Il parco che circonda la villa vanta un vasto repertorio di conifere, con varie specie di abeti, cipressi e cedri.

#### Villa Crastan
Di stile neorinascimentale, si trova in via della Stazione vecchia e fu progettata da Arrighi per Manlio Crastan nel 1928. È rimasta vuota dopo il trasferimento della Biblioteca Comunale.

#### Villa Torrigiani Malaspina
La villa era originariamente di proprietà della famiglia Galletti, per passare poi, nel XVII secolo, ai Franceschi, famiglia del marito di Antonia Galletti. Nel XIX secolo, dopo il matrimonio di Vittoria di Lelio Franceschi con il Marchese Torquato Malaspina, la villa passò ai suoi figli, divenendo proprietà Torrigiani-Malaspina.

## Società

### Evoluzione demografica
Abitanti censiti

Si può riscontrare una crescita demografica a partire dagli anni sessanta, in concomitanza con il momento economico favorevole della Piaggio, e, viceversa, un declino a partire dagli anni novanta, con il ridimensionamento e la crisi dell'azienda stessa.

### Etnie e minoranze straniere
Al 31 dicembre 2023 la popolazione straniera residente era di 4 800 persone, pari al 15,94% della popolazione.

## Cultura
Pontedera è sede del Museo Piaggio "Giovanni Alberto Agnelli". Ricavato nel 2000 da una parte delle vecchie officine Piaggio, ospita oggi numerosi modelli prodotti dalla Piaggio oltre ad un vasto archivio storico intitolato a Antonella Bechi Piaggio.
Nel 2003 ha aperto il "Centro per l'arte Otello Cirri", dedicato al sindaco ed artista Otello Cirri.
Dalla vecchia mensa della Piaggio è stato ricavato il Polo Valdera della Scuola Superiore Sant'Anna di Pisa.
Verso la fine del XVII secolo venne costruito il primo teatro a Pontedera. Si chiama "dei Ravvivati" (o "dei Risorti") e a metà 800, dopo alcuni restauri, era capace di ospitare fino a cinquecento spettatori. Solo successivamente prese il nome di Andrea da Pontedera. Dopo l'Unità d'Italia sorse anche l'Arena Niccolini e altre sale private. Fu completamente distrutto dal bombardamento subìto durante la seconda guerra mondiale e non venne più ricostruito; sorgeva presso l'attuale piazzetta del teatro.
Nel quartiere Oltrera si trova il nuovo Teatro Era.
Dal 1835 è attiva in città la filarmonica "Volere è Potere" fondata da don Angelo Magnani.

### Istruzione

#### Biblioteche
Nel territorio comunale sono presenti le seguenti biblioteche:
- Biblioteca comunale "Giovanni Gronchi"
- Biblioteca del Duomo;
- Biblioteca dell'ITI "Guglielmo Marconi";
- Biblioteca dell'Istituto Comprensivo "Gandhi";
- Biblioteca dell'Istituto Comprensivo "Antonio Pacinotti";
- Biblioteca del Liceo XXV Aprile;
- Biblioteca dell'ITCG "Enrico Fermi";
- Biblioteca dell'Ospedale "Felice Lotti";
- Biblioteca del Centro "Terza dimensione".
- Biblioteca Bibliocoop
- Biblioteca della Fondazione Piaggio
- Biblioteca dell'Istituto Modarntech

#### Scuole
Liceo "XXV Aprile"
diviso in due edifici e licei distinti:
- Liceo Classico Andrea da Pontedera
- Liceo Scientifico XXV Aprile

Istituto "Eugenio Montale"
con due sezioni:
- Liceo delle Scienze Umane e Economico Sociale - Sede centrale
- Liceo Linguistico - Succursale

Istituto Tecnico "Enrico Fermi"
con due sezioni:
- Economico, con gli indirizzi AFM (Amministrazione, Finanza e Marketing), S.I.A. (Sistemi Informativi Aziendali, con opzione Sportivo), Turismo
- Tecnologico, con gli indirizzi CAT (Costruzioni, Ambiente e Territorio) e Agrario

Istituto Tecnico Industriale "Guglielmo Marconi"
con quattro indirizzi di studio del settore tecnologico:
- Meccanica, Meccatronica ed Energia
- Elettronica ed Elettrotecnica
- Informatica e Telecomunicazioni
- Grafica e Comunicazione

e un indirizzo di studio di Liceo:
- Liceo Scientifico - opzione Scienze Applicate

Istituto Professionale di Stato per l'Industria e l'Artigianato "IPSIA Antonio Pacinotti"

Istituti comprensivi
- Istituto comprensivo "Antonio Pacinotti"
- Istituto comprensivo "Curtatone e Montanara"
- Istituto comprensivo "Mohandas Karamchand Gandhi"

#### Università
- Polo Sant'Anna Valdera
- Polo Didattico Universitario Daniela Donati[21] dell'Università di Pisa, comprendente:
  - Corso di scienze infermieristiche[22]
  - Segreteria studenti di Pontedera[23]

### Quotidiani
Pontedera è sede di redazioni locali dei quotidiani Il Tirreno e La Nazione, concernenti il bacino dell'intera Valdera.
Nella città viene stampato anche un periodico di cultura pisana, con testi sia in italiano che in dialetto pisano, denominato Er Tramme, diretto da Benozzo Giannetti.

### Cinema
In città è presente il complesso "Cineplex Pontedera", nato nel 2004 e dotato di 9 sale di proiezione, il circolo cinematografico "Agorà" e un cinema drive in.
Fino a qualche anno fa esistevano altri tre cinema: "Roma", "Massimo" e "Italia". I primi due vennero chiusi nei primi anni 2000 in concomitanza della nascita del multisala sopracitato, mentre il cinema Italia chiuse intorno al 1990.

### Teatro
Nel 1974 nasce il Piccolo Teatro di Pontedera, nei locali della ex Villa Crastan, per divenire poi il Centro per la Sperimentazione e la Ricerca Teatrale di Pontedera, che negli anni '80 si trasferì nella sede storica di Via Manzoni, 22, nel centro della città. Il Centro per la Sperimentazione e la Ricerca Teatrale di Pontedera, diretto da Roberto Bacci è stato per decenni la più grande realtà teatrale della zona e una delle più apprezzate in Italia.
Nel 1986 il regista teatrale polacco Jerzy Grotowski fondò, su invito del Centro, il Workcenter of Jerzy Grotowski (poi divenuto Workcenter of Jerzy Grotowski and Thomas Richards), con il contributo della University of California e in collaborazione con Peter Brook del Centre International de Recherches Théâtrales.
Nonostante l'intensa attività, che ha fruttato al Centro per la Sperimentazione e la Ricerca Teatrale innumerevoli riconoscimenti, la sede di Via Manzoni, rimane la sede principale del lavoro del C.S.R.T., poiché da quando il Teatro Andrea da Pontedera fu abbattuto dalle bombe alleate durante la seconda guerra mondiale, la città non ha più avuto un vero e proprio teatro fino al 2008 con l'inaugurazione del Teatro Era.
La Stagione Teatrale, gestita negli anni da soggetti diversi, si era tenuta per quasi trenta anni al Cinema Teatro Roma (di proprietà della Curia pontederese), struttura ormai inadatta alle esigenze delle Compagnie teatrali e bisognosa di adeguamenti alle nuove normative sulla sicurezza.
Il Teatro Era, progettato dall'Architetto Marco Gaudenzi, è un teatro di struttura moderna, con due sale spettacolo, una da 500 posti e l'altro da 90 posti, due sale prova e uno splendido anfiteatro.
Il Teatro Era, gestito dalla Fondazione Pontedera Teatro, ha offerto una grande ricchezza di eventi, sia di teatro tradizionale che di innovazione, ospitando nomi importanti nel panorama teatrale internazionale (Dario Fo, Peter Brook,  Anatolij Vasil'ev, Eugenio Barba e l'Odin Teatret, solo per citarne alcuni).
Dal 2015 la Fondazione Pontedera Teatro entra a far parte della Fondazione Teatro della Toscana, divenendo così Teatro Nazionale.

## Eventi

### Commerciali
- "Fiera Naturamica", Fiera per l'agricoltura, ad aprile
- "ExproModel&Show", Fiera mercato del modellismo, a ottobre
- "Fiera di San Luca", Fiera campionaria del Valdarno, a ottobre dal 1971;
- Notte Bianca
- Festa del commercio
- Shopping sotto le stelle, aperture serali dei negozi del centro, a luglio

### Storici
- "Palio della balestra", rievocazione storica in costume della Pace di Pescia del 28 agosto 1364, a settembre, dal 2001;
- "Fiera dei fischi e delle campanelle", nella frazione de La Rotta, ad agosto, dal 1907.

### Culturali
- "Qui rido io", Festival della letteratura comica e umoristica, a giugno, dal 2003;
- "Sete Sóis Sete Luas", Festival internazionale di musica popolare, teatro di strada e arti plastiche, a luglio, dal 1992;

## Economia
Insistono sul territorio comunale, secondo l'ultimo censimento, 462 attività industriali con 6.116 addetti pari al 43,41% della forza lavoro occupata, 745 attività di servizio con 2.155 addetti pari al 15,29% della forza lavoro occupata, altre 827 attività di servizio con 3.037 addetti pari al 21,55% della forza lavoro occupata e 166 attività amministrative con 2.782 addetti pari al 19,74% della forza lavoro occupata.
Risultano occupati complessivamente 14.090 individui, pari al 54,17% del numero complessivo di abitanti del comune.

### Agricoltura
Un tempo le campagne attorno a Pontedera erano coltivate a viti, olivi, frumenti, granturco e foraggi. Le aziende agricole erano molte e piccole. Nonostante nella città si tenessero molte fiere degli animali, non c'erano molti allevamenti se non quelli di animali da cortile. Dalla seconda metà dell'Ottocento iniziò la coltura del gelso e l'allevamento dei bachi da seta.
Nel XX secolo iniziarono le colture degli ortaggi e degli alberi da frutto. La maggior parte dei poderi era di medie e piccole dimensioni. I grandi proprietari in genere non risiedevano in zona, mentre i più piccoli furono gli artefici della costituzione del Consorzio agrario nel 1903. C'erano anche molti mezzadri, che però col tempo trovarono lavoro nelle manifatture o come facchini nei mercati cittadini.

### Industria
Dal Medioevo e fino all'inizio del XX secolo era rilevante la produzione di laterizi. Si potevano trovare fornaci lungo tutto il corso dell'Arno da Fornacette a La Rotta.
Pontedera è sede della Piaggio, società internazionale produttrice della storica Vespa e maggiore complesso industriale del Centro Italia.
Nella frazione di La Rotta la ditta Amedei produce il cioccolato omonimo, ritenuto dalla prestigiosa Academy of Chocolate di Londra il più buono del mondo nel 2005 e nel 2006. Gli Amedei sono gli unici maestri cioccolatai italiani che hanno una piantagione propria di cacao in Venezuela.

La zona industriale all'inizio del Novecento

A Pontedera troviamo anche la sede, dopo il trasferimento da Fornacette, della CDC, società cui fanno capo le catene italiane di negozi di informatica Computer Discount. Il Gruppo CDC ha scelto Pontedera anche per la società Micronica (assemblaggio computer) secondo produttore italiano di PC desktop consumer e in passato per Compy (catena di elettronica di consumo) poi venduta all'Euronics(Gruppo Butali).
Altra importante azienda, l'unica rimasta nell'antica zona industriale fino all'inizio del XXI secolo, è la Crastan, società produttrice di caffè, surrogati e affini. Sono inoltre presenti depositi di stoccaggio merci di società della Grande distribuzione organizzata (GDO) come il Gruppo PAM (ipermercati Panorama, supermercati Pam), Lidl e Unicoop Firenze (col centro distributivo freschi).
Nel 2002, nella zona industriale Gello di Pontedera, è nata una Carrozzeria automobilistica artigianale la Mazzanti Automobili, ora l'azienda è un vero e proprio costruttore di automobili e da fine 2011 ha aperto proprio nella zona industriale Gello il proprio showroom.
Nel 2007 dopo un accordo con il comune la Mitsuba, società giapponese di componentistica per motocicli, trasferirà qua i suoi stabilimenti locati vicino a Pisa. La nuova fabbrica aprirà nel 2009.

## Infrastrutture e trasporti

Il Ponte alla Navetta (Ponte Nuovo sull'Arno) in una cartolina d'epoca

### Strade
Pontedera è attraversata da ovest a est dalla Strada statale 67 Tosco Romagnola, che la collega direttamente a Pisa e Firenze. In prossimità del centro, nel secondo dopoguerra, è stata costruita una variante che affianca l'Arno evitando il centro abitato. Appena fuori della città, presso Fornacette (comune di Calcinaia), la strada si dirama per Livorno, dando origine alla Strada statale 67bis dell'Arnaccio.
Il Comune è servito da due uscite della Superstrada FI-PI-LI: "Pontedera" e "Pontedera-Ponsacco".
La statale 439 collega Pontedera a nord con Lucca fino a Pietrasanta, costeggiando il lato orientale del Monte Pisano, e a sud con Saline di Volterra fino a Follonica.

### Trasporti pubblici
La stazione di Pontedera si trova sulla ferrovia Leopolda ed è servita da corse ogni 10-15 minuti circa in entrambe le direzioni che fanno parte del servizio regionale Trenitalia.
Leopoldo II, Granduca di Toscana, nel 1839 diede ordine di costruire la linea ferroviaria Leopolda all'ingegnere inglese Robert Stephenson. I lavori iniziarono l'anno seguente da Livorno. Il secondo tratto, da Pisa a Pontedera, entrò in funzione il 19 ottobre 1845. Il terzo, che collegava Pontedera a Empoli, il 21 giugno 1847.
Nel 1847, lungo questa nuova ferrovia chiamata "Leopolda", venne inaugurato il primo telegrafo elettromagnetico in Italia. La stazione ferroviaria originariamente si trovava sopra l'attuale sottopasso "Caduti battaglia di Nikolajewka", vicinissima al cosiddetto "piazzone", il centro commerciale della città a quell'epoca.
Nel 1903 la stazione venne trasferita nella sua attuale posizione, circa 800 metri più a est. Lo spostamento avvenne per due ragioni fondamentali: prima, la scomodità del carico-scarico delle merci per la posizione rialzata della stazione; seconda, ma più importante, il fulcro dell'economia pontederese era ormai costituito dalla zona industriale, collocata appunto nella parte sud-ovest della città. La vecchia Stazione Leopolda venne poi completamente distrutta nei bombardamenti della città del 1944.
Agli inizi del XX secolo venne progettata la linea ferroviaria Lucca-Pontedera-Saline di Volterra. Nel 1922 iniziano i lavori che termineranno sei anni più tardi solo per il tratto Lucca-Pontedera. A causa dei danni della seconda guerra mondiale, la linea venne dismessa e definitivamente smantellata nel 1958.
Il trasporto pubblico a mezzo autobus è gestito dalla società Autolinee Toscane con tre linee urbane e due servizi di navetta gratuite. Sono presenti linee extraurbane che la collegano con Pisa, Fucecchio, Volterra, Lucca.
Dal 1881 al 1951 la località costituiva il capolinea dalla tranvia a vapore che, percorrendo l'asse della via Fiorentina, collegava Pisa con Pontedera e, attraverso una diramazione che si distaccava in località Navacchio, con Caprona e Calci. Tale Il tram venne definito in loco "Er trammino de' Pontaderesi" o anche "lo strasciapoveri"
La stazione tranviaria era inizialmente costituita da un semplice binario un tronco che sorgeva in piazza Cavour, preceduto da una piattaforma girevole che immetteva su due brevi tronchi trasversali per le manovre di attestamento della locomotiva in testa ai treni di ritorno a Pisa. Tale sistemazione fu in seguito superata con la realizzazione di una stazione vera e propria, che sorgeva in corrispondenza dell'attuale stazione ferroviaria.

### Aeroporto
Pontedera fino alla metà del novecento fa era dotata di un aeroporto, nato per uso militare come aeroscalo per dirigibili e successivamente riadattato per gli aerei. Dopo la seconda guerra mondiale lo stesso passò in uso alla Piaggio.

## Sport
La squadra di calcio maggiore è il Pontedera (oggi US Città di Pontedera), fondata da Lando Ferretti. Non ha mai raggiunto la Serie B, ma ne ha sfiorato la promozione 6 volte.
Nel 1994, allora militante in Serie C2, ha battuto la Nazionale maggiore italiana 2-1 in amichevole a pochi mesi dal mondiale. Attualmente disputa il campionato di Serie C - Lega Pro (terza serie professionistica in Italia). 
Altre società di Calcio  presenti sul territorio comunale fin dagli anni 60/70 sono:
Bellaria Cappuccini, Oltrera, Stella Azzurra, Il Romito, Treggiaia e La Borra. Le prime squadre di queste società navigano tra prima, seconda e terza categoria ma il fiore all’occhiello sono i settori giovanili e le scuole calcio nei quali sono impegnate fin dalla nascita.
Il florido movimento amatoriale di Calcio in Valdera è organizzato con propri campionati dalla Uisp Valdera.
A livello di Calcio femminile l’US Città di Pontedera lavora sul Settore Giovanile mentre la Bellaria oltre al Settore Giovanile ha anche una prima squadra in Promozione.
Nel Volley Femminile Pontedera è ben rappresentata sia della sez.volley della Bellaria (Prima Squadra in Prima Divisione e florido settore giovanile) sia fin dagli anni ‘60 dalla VBC Pontedera Femminile, oggi Ambra Cavallini, che vanta tutto il settore giovanile ed una prima squadra in serie B1. A livello maschile da due anni Pontedera disputa il campionato di serie B grazie alla società Era Volley Project (che negli ultimi due anni sta ricostruendo un florido settore giovanile maschile).
Nel 1978 nasce la società Canottieri Pontedera, società che è andata spesso alla ribalta nazionale ed internazionale grazie a tanti suoi campioni, due su tutti il medaglia d’argento olimpica Leonardo Pettinari e il bronzo olimpico di Lorenzo Bertini.
Nel 2004 (per la prima volta nella sua storia) la squadra di basket femminile Juventus Basket Pontedera disputa, con ottimi risultati, il campionato di serie A2. Nel 2008 vince la coppa Italia di serie A2 e l'anno successivo dopo una stagione dominata vince i play-off e viene promossa in A1. Attualmente milita in serie B e conta un buon movimento giovanile.
Dal 2009-2010 la squadra maschile Juve Zetagas Pontedera disputa il campionato Serie C Dilettanti di basket.
Nella stagione 2022/23 la squadra under 17 Juve Pontedera disputa il campionato d'eccellenza nazionale eleggendosi campione regionale. 
Sempre come Basket Maschile (prima squadra in serie D e settore giovanile) è presente anche la sezione pallacanestro della Bellaria.
Presso il CREC Piaggio ha sede la Sezione Scacchi che ha a lungo militato nella serie A2 del campionato italiano. Nella squadra ha più volte partecipato la pluricampionessa italiana Rita Gramignani. La squadra maggiore milita in serie B.
Il Tennis Club Pontedera da qualche anno organizza un importante Torneo Internazionale maschile ITF. Nel 2023 è promosso in serie A con la squadra maschile. 
Dal 2009 nasce il Pontedera Bellaria Rugby, squadra che partecipa al campionato di serie C e che ha conquistato nella stagione 2011-2012 il titolo di campione nel campionato di serie C3 e relativa promozione. Nella stagione 2015-2016 per la prima volta nella sua breve storia il Pontedera Bellaria Rugby conta un settore giovanile completo a partire dalla categoria Under 6.
Dal 2008 Pontedera è rappresentata anche nel calcio a 5 FIGC dall’asd Futsal Pontedera che nella stagione sportiva 2008/09 è inserita nel girone A di serie D Interprovinciale Toscana. Dopo 5 salti di categoria attualmente il Futsal Pontedera milita in serie A2 terza serie nazionale. Da annoverare nel Palmares anche la vittoria di una Coppa Toscana di C2 e di una Coppa Toscana di C1. A livello giovanile in questi anni l’Under19 Nazionale ha superato per 4 volte il proprio girone andando a giocarsi le finali scudetto ma senza mai spingersi oltre gli Ottavi di finale. La società punta molto sul movimento giovanile tanto che sono in organico anche un Under17 Regionale ed un Under13 e quanto prima si spera di completare il roster delle squadre giovanili. 
A livello amatoriale l’organizzazione dei campionati di Calcio a 5 è curata dalla sez.Valdera del CSI. 
Altre società sportive storiche di Pontedera con molti tesserati sono: 
-Stella Azzurra Ginnastica Artistica  
-Pol.Pattinaggio Pontedera Bientinese 
-BoxeTeam Fusco e Pugilistica Pontedera 
-Dimensione Nuoto Pontedera, Uisp e CSI Nuoto Valdera.  
-Club Scherma Valdera  
-Yama Arashi Karate, Wing Tsun Pontedera  
-Bellaria sez. Tiro con l’Arco  
-Academia Biliardo Pontedera  
-Pontedera Atletica, Pol.Valdera Atletica  
-Pontedera Danza, Italy Dance Village, Spazio NU Danza, Capovolta, Tango Pontedera, Danza Style.  
-Centro Ippico Lo Scoiattolo  
-CAI alpinismo Pontedera, La Verruca Trekking  
-Sezione Aia Pontedera Arbitri Calcio  
-Unione Ciclistica Pontedera  

### Manifestazioni ospitate
Il 20 maggio 1980 la 5ª tappa a cronometro del Giro d'Italia 1980 è partita da Pontedera.
Il 30 maggio 1994 la 9ª tappa del Giro d'Italia 1994 si è conclusa a Pontedera con la vittoria del ceco Ján Svorada.
Il 18 maggio 2006 la 11ª tappa del Giro d'Italia 2006 è partita e arrivata a Pontedera. La tappa è stata vinta da Jan Ullrich.
Nel 2005 ha ospitato alcuni incontri tra cui la finale del Campionato di calcio europeo Under 17 vinto dalla nazionale turca.
Il 26 Settembre 2017 ha ospitato "Il giro di Toscana".

## Geografia antropica

### Quartieri

#### Centro
Oltre a comprendere l'antico nucleo del castello, si estende verso ovest fino alla stazione ferroviaria. È delimitato a nord dall'Arno, a est dall'Era e a sud dalla ferrovia. Nel centro troviamo le vie dello shopping cittadino: corso Matteotti, via Gotti, via Lotti, via Roma e via I Maggio. Nel censimento comunale del 2007 il quartiere contava 7 943 abitanti.

#### Bellaria
È la zona a sud della ferrovia. Vi troviamo la sede della Piaggio, il museo omonimo, il Polo Valdera e l'ospedale. La zona residenziale è composta prevalentemente da villette. La zona ovest, di recente sviluppo, può essere suddivisa in Sozzifanti a nord e Galimberti a sud. La prima è l'unica zona in tutta Pontedera a non disporre di una chiesa propria. Nel censimento comunale del 2007 il quartiere contava 4 648 abitanti.

#### Oltrera
Come dice il nome, è il quartiere al di là del fiume Era; è chiamato da sempre dai pontederesi "Foriderponte", ma anche "La Cina" per la presenza in passato di grossi condomini popolari. Il quartiere si è sviluppato storicamente lungo l'asse Ponte Napoleonico - via Vittorio Veneto - via Fiorentina, con due deviazioni a sud verso via delle Colline e a nord verso la Strada statale 439 Sarzanese-Valdera, già via Valdinievole.
È il quartiere ad aver subito negli ultimi anni la più ampia espansione, partita alla fine degli anni cinquanta con la costruzione del Villaggio "Gronchi" - Viale Italia. Oggi è sede del mercato settimanale, della fiera annuale, del teatro Era, dei due principali stadi: il Mannucci e il Marconcini, dei centri commerciali "Il ponte" e "La galleria". Nel censimento comunale del 2007 contava 6 779 abitanti.

#### Villaggi
La zona più importante è il Villaggio Piaggio, costruito dalla Piaggio per i suoi dipendenti. Ha come particolarità la presenza al suo interno di infrastrutture che tesero a renderlo autonomo dal resto della città: trovarono, infatti, sede nel villaggio un asilo, una chiesa, un cinema, un circolo ricreativo, uno spaccio ed una foresteria.
La peculiarità di essere "protetto" da un muro perimetrale e l'autonomia del villaggio portarono ben presto i suoi residenti ad identificarsi tra loro come "Villaggini" piuttosto che come "pontaderesi".
Il Villaggio Piaggio non è, tuttavia, l'unico villaggio di Pontedera. Altrettanto importante è il villaggio comunale intitolato ad Antonio Gramsci, che si sviluppa a nord della ferrovia ad est del Villaggio Piaggio. Il "Gramsci" nasce come quartiere residenziale per le persone disagiate, da cui l'appellativo di "villaggio dell'ignudi" con il quale i "cugini" dell'adiacente Villaggio Piaggio lo additavano.

### Frazioni
- Gello: il toponimo deriva dal latino Agellus, "piccolo podere". L'appellativo di "Gello Putido" o "Putrido", attestato già nel 1099 ad indicare Gello di Pontedera, denota inequivocabilmente l'instabilità idrografica di questo territorio.
- Il Romito: popolosa frazione, è situata al confine con il comune di Ponsacco e precisamente con Val di Cava, frazione di esso. La frazione è inoltre non lontana dall'imbocco Pontedera della Superstrada Fi-Pi-Li.
- La Borra: sorge nei pressi dell'antico borgo di Travalda ed è situato al confine con il limitrofo comune di Ponsacco.
- La Rotta: l'etimologia del nome si suppone derivi dal punto dove si ebbe la rottura, in epoca storica, dell'argine dell'Arno. È la frazione più popolosa: circa 2 200 abitanti, comprendendo anche Pietroconti. I rottigiani, fino all'inizio del XX secolo, erano dediti principalmente all'attività di mattonai.
- Montecastello: piccolo borgo di 500 abitanti dalla posizione strategica perché dominante la cittadina pontederese, distante circa 5 km. Il suo castello, di pianta circolare, fu venduto nel 1119 al vescovo di Lucca dall'abate del monastero di Serena. Nel corso dei secoli fu più volte distrutto e ricostruito, diventando tra il 1500 e il 1600 un comune rurale autonomo in cui molte nobili famiglie fiorentine e pisane avevano possedimenti.
- Pardossi: piccola frazione di 529 abitanti, molto vicina all'abitato di Fornacette nel comune di Calcinaia, tanto da venir spesso confusa come sua frazione. Pardossi è destinata comunque ad aumentare sensibilmente i propri abitanti visto che molte nuove unità abitative sono in procinto di essere ultimate nella frazione.
- Santa Lucia: anticamente questo paese era chiamato Pedisciano.
- Treggiaia: è stato in passato comune autonomo, poi unito a Palaia e successivamente a Pontedera. Comprende anche la località I Fabbri.

### Località
- Contrada Martinelli, piccola località situata al limite orientale del territorio comunale, nei pressi di Pardossi, in continuità con l'agglomerato urbano di Fornacette nel comune di Calcinaia.
- I Fabbri, piccolo agglomerato considerato ormai zona appartenente alla frazione di Treggiaia.
- Il Chiesino, località alle porte di Pontedera, per chi proviene da Pisa, deve il suo nome all'antica chiesa presente sulla Tosco-Romagnola. Tale chiesa venne costruita per atto di devozione dai fedeli devoti alla "Madonna della quercia", di cui volevano ricordare una visione. La frazione rappresenta un agglomerato unico tra la zona ovest di Pontedera e la frazione Oltrarno di Calcinaia. È principalmente una zona industriale e commerciale.
- Pian dei Meini, località situata a sud della frazione del Romito, attigua alla località Giardino del comune di Ponsacco con cui forma un unico conglomerato urbano.
- Pietroconti, piccolo sobborgo che unisce Pontedera a La Rotta, di cui si può considerare una zona, in un unico agglomerato urbano. Vi possiamo trovare il lago omonimo e la fornace Braccini, monumento di archeologia industriale.

Tra le altre località minori sparse nel territorio sono da ricordare: La Porzia, Le Cantine, Le Pinete, Magazzini, Tiro a Segno e via del Pino.

## Amministrazione
| Periodo        | Periodo        | Primo cittadino     | Partito                                                       | Carica  | Note   |
| -------------- | -------------- | ------------------- | ------------------------------------------------------------- | ------- | ------ |
| 1944           | 1945           | Ferdinando Caciagli |                                                               | Sindaco |        |
| 1945           | 1946           | Zelino Marconcini   |                                                               | Sindaco |        |
| 1946           | 1952           | Otello Cirri        |                                                               | Sindaco |        |
| 1952           | 1953           | Amerigo Bottai      | Partito Socialista Italiano                                   | Sindaco |        |
| 1953           | 1959           | Enzo Paroli         |                                                               | Sindaco |        |
| 1959           | 1960           | Milvano Ribecai     |                                                               | Sindaco |        |
| 1960           | 1965           | Alberto Carpi       | Partito Socialista Italiano                                   | Sindaco |        |
| 1965           | 1975           | Giacomo Maccheroni  | Partito Socialista Italiano                                   | Sindaco |        |
| 1975           | 1985           | Carletto Monni      | Partito Socialista Italiano                                   | Sindaco |        |
| 23 agosto 1985 | 13 luglio 1990 | Carletto Monni      | Partito Socialista Italiano                                   | Sindaco | [ 29 ] |
| 16 luglio 1990 | 24 aprile 1995 | Enrico Rossi        | Partito Comunista Italiano Partito Democratico della Sinistra | Sindaco | [ 29 ] |
| 24 aprile 1995 | 14 giugno 1999 | Enrico Rossi        | Partito Democratico della Sinistra                            | Sindaco | [ 29 ] |
| 14 giugno 1999 | 14 giugno 2004 | Paolo Marconcini    | Democratici di Sinistra                                       | Sindaco | [ 29 ] |
| 14 giugno 2004 | 8 giugno 2009  | Paolo Marconcini    | Democratici di Sinistra                                       | Sindaco | [ 29 ] |
| 8 giugno 2009  | 27 maggio 2014 | Simone Millozzi     | Partito Democratico                                           | Sindaco | [ 29 ] |
| 27 maggio 2014 | 9 giugno 2019  | Simone Millozzi     | Partito Democratico                                           | Sindaco | [ 29 ] |
| 9 giugno 2019  | 25 giugno 2024 | Matteo Franconi     | Partito Democratico                                           | Sindaco | [ 29 ] |
| 25 giugno 2024 | in carica      | Matteo Franconi     | Partito Democratico                                           | Sindaco | [ 29 ] |

### Gemellaggi
- Brava, dal 2021[30]
- Khombole
- Fourchambault
- Montemor-o-Novo
- Serrara Fontana